# Placas de Mórmon
Uma das quatro tipos de placas (lâminas de metal) mencionadas no Livro de Mórmon
As Placas de Mórmon contem um resumo das Placas Maiores de Néfi, feito por Mórmon, com diversos comentários.
Estas placas também contem a continuação da história escrita por Mórmon e adições feitas por seu filho Morôni.